# Harzquerbahn
Harzquerbahn – wąskotorowa (rozstaw 1000 mm) niezelektryfikowana linia kolejowa biegnąca przez teren kraju związkowego Saksonia-Anhalt i Turyngia, w Niemczech. Łączy Nordhausen z miejscowością Wernigerode. Zarządcą całej infrastruktury jest Harzer Schmalspurbahnen.